# Corporate Finance
Corporate Finance ist im Finanzwesen und Bankwesen der Anglizismus für alle Bankgeschäfte der Kreditinstitute, die das Kapitalmarktgeschäft auf dem Primärmarkt mit Nichtbanken betreffen.

## Allgemeines
Corporate Finance ist ein unscharfer Begriff, der in Theorie und Praxis in unterschiedlichen Nuancen verwendet wird. Er ist ein Kerngeschäft von Investmentbanken und umfasst alle auf Kapitalmärkten gehandelten Finanzprodukte für Nichtbanken. Corporate Finance stellt eine wesentliche Erweiterung zum traditionellen, stark kreditgeschäft-orientierten Firmenkundengeschäft dar.
Im angelsächsischen Sprachgebrauch umfasst Corporate Finance die gesamte Unternehmensfinanzierung (englisch “encompasses all of a firm’s decisions that have financial implications”). In Europa wird Corporate Finance definiert als Planung, Bewertung und Finanzierung von Unternehmen, die über das klassische Kreditgeschäft hinausgehen. In den USA gehören Kapitalbedarfsrechnung (englisch Capital Budgeting), Kapitalstrukturierung (englisch Capital Structuring) und Working Capital-Management von Unternehmen zur Corporate Finance.
Im deutschsprachigen Raum herrscht dagegen ein engerer Begriffsinhalt vor, denn hiermit werden seit etwa 1985 die Bankprodukte im Rahmen der Kapitalmarktfinanzierung auf dem Primärmarkt bezeichnet. Danach ist Corporate Finance ein Teil des Investment-Banking (wie auch das Emissionsgeschäft und Mergers & Acquisitions). Corporate Finance ist demnach die Analyse, Bewertung, Kapitalstrukturierung und Finanzierung von Unternehmen.

## Teilbereiche
Corporate Finance befasst sich mit folgenden Teilbereichen und grenzt sich deshalb von der klassischen Unternehmensfinanzierung ab:
| Corporate Finance    | Unternehmensfinanzierung                      | Bankprodukte |
| -------------------- | --------------------------------------------- | --- |
| Kapitalmarktgeschäft |                                               | Eigenkapital: Aktienemissionen, Aktienrückkäufe, Börsengang, Kapitalerhöhungen Eigenkapitalkomponenten: Optionsanleihen, Wandelanleihen Fremdkapital: Asset-Backed-Finanzierungen, Commercial Papers, Unternehmensanleihen Kapitalunabhängig: Futures, Optionen, Swaps Sonstiges: Management-Buy-out, Management-Buy-in, Mezzanine-Finanzierungen, Mitarbeiter-Kapitalbeteiligungen Mergers & Acquisitions: Buy-out, Reverse Merger, Spin-off, Squeeze-out Verbriefungen |
|                      | Firmenkreditgeschäft Bilanzstrukturmanagement | Geldleihe: Investitionskredite Kontokorrentkredite Factoring Forfaitierung Immobilienfinanzierungen Leasing Konsortialkredite Objektfinanzierungen Projektfinanzierungen Spezialfinanzierungen strukturierte Finanzierungen Außenhandelsfinanzierungen Kreditleihe: Akkreditive, Avalkredite, Rembourskredite |

Corporate Finance hängt eng zusammen mit Financial advisory und Financial Engineering. Letzteres ist eine am Kundennutzen orientierte, individuelle Kombination von Finanzierungsinstrumenten zur Schaffung einer Problemlösung. Auch die Untersuchung der optimalen Kapitalstruktur, Dividendenpolitik eines Unternehmens sowie der Bewertung von Investitionsentscheidungen und der Ermittlung des Unternehmenswertes gehören zu den Aufgaben.
Corporate Finance wird unterteilt in einen langfristigen und kurzfristigen Planungshorizont und in Techniken mit dem primären Ziel, den Unternehmenswert zu erhöhen, indem die Kapitalrendite erhöht oder die Kapitalkosten gesenkt werden, ohne Finanzrisiken einzugehen, welche die eigene Risikotragfähigkeit der Bank übersteigen.
- Kapitalanlageentscheidungen umfassen die langfristige Auswahl der Investitionsprojekte, in die investiert werden soll, mit der Frage, ob diese Projekte mit Eigenkapital und/oder mit Fremdkapital finanziert werden und ob und wann Dividenden an die Anteilseigner gezahlt werden sollen.
- Die kurzfristigen Entscheidungen der Corporate Finance werden als Working Capital Management bezeichnet und beschäftigen sich mit dem Management des Umlaufvermögens (englisch current assets) und der kurzfristigen Verbindlichkeiten (englisch current liabilities), wobei dem Liquiditätsmanagement, der Optimierung der Kapitalbindung im Lager und den kurzfristigen Schulden und Geldanlagen besondere Aufmerksamkeit geschenkt wird.

## Kapitalanlageentscheidungen
Die langfristigen Finanzierungsentscheidungen beziehen sich auf das Anlagevermögen und die Kapitalstruktur und werden als Kapitalanlageentscheidungen bezeichnet. Diese Entscheidungen basieren auf verschiedenen interdependenten Kriterien. Im Allgemeinen muss das Management den Unternehmenswert maximieren, indem in Projekte mit einem positiven Barwert investiert wird. Wenn die erwarteten Kapitalrückflüsse aus diesen Projekten mit einem angemessenen Diskontsatz bewertet werden, müssen diese Projekte auch mit dem gleichen Zinssatz finanziert werden.
Wenn es keine solchen Möglichkeiten gibt, sollte das Management die überschüssige Liquidität an die Anteilseigner ausschütten. Die Kapitalanlageentscheide umfassen somit Investitionsentscheide, Finanzierungsentscheide und die Dividendenpolitik.

## Investitionsentscheidungen
Der Entscheidungsprozess, in dem das Management die begrenzten Ressourcen zwischen konkurrierenden Geschäftsfeldern verteilt, wird als Kapitalbedarfsrechnung (englisch Capital Budgeting) bezeichnet. Um diese Entscheidungen zur Kapitalallokation fällen zu können, muss der Wert jeder Anlagemöglichkeit oder jedes Projekts in Abhängigkeit von Kapitalvolumen, zeitlicher Verteilung und der Voraussagbarkeit bzw. Unsicherheit der künftigen Zahlungsströme geschätzt werden.

### Projektbewertung
Der aktuelle Wert eines Projektes wird in aller Regel dadurch bestimmt, dass alle projektrelevanten Zahlungsflüsse auf den heutigen Zeitpunkt diskontiert werden. Das Projekt mit dem höchsten Barwert (englisch Net present value, NPV) wird als erstes realisiert. Hierzu müssen Betrag und Zeitpunkt aller künftiger Zahlungsströme geschätzt werden. Diese werden dann mit dem Kreditzinssatz diskontiert und zum Barwert addiert. Das Barwertkonzept ist heute die am weitesten verbreitete Methode zur Bestimmung des Kapitalwerts einer Investition.
Der Barwert wird durch die Wahl des Kreditzinssatzes maßgeblich beeinflusst. Die Wahl des korrekten Zinssatzes bestimmt maßgeblich die Richtigkeit der zu treffenden Entscheidung. Der Kreditzinssatz stellt eine Untergrenze für die Projektrendite dar. Er entspricht dem risikofreien Zinssatz zuzüglich einer projektspezifischen Risikoprämie. Die Projektrisiken werden typischerweise über die erwartete Volatilität der Zahlungsströme bestimmt. Um einen Zinssatz für ein spezifisches Projekt abzuschätzen, verwenden Manager Modelle wie etwa CAPM oder APT. Zur Bewertung des gewählten Finanzierungsmodus werden die gewichteten durchschnittlichen Kapitalkosten (englisch weighted average cost of capital, WACC) verwendet.
Es gibt in der Corporate Finance verschiedene andere betriebswirtschaftliche Kennzahlen, die in Verbindung mit dem Barwert als sekundäre Auswahlkriterien verwendet werden. Diese sind mit der Barwertmethode verwandt und umfassen die Break-even-Analyse, den internen Zinsfuß (englisch internal rate of return, IRR), das Equivalent-Annual-Cost-Verfahren (EAC) und die Kapitalrendite (ROI).

### Flexible Bewertungsmodelle
In vielen Szenarien, z. B. Forschungs- und Entwicklungsprojekten kann ein Projekt für ein Unternehmen völlig neue Handlungswege öffnen, diese Möglichkeiten werden aber in einer Barwertbetrachtung nicht mit berücksichtigt. Deshalb werden hier zuweilen Instrumente eingesetzt, welche diesen Optionen einen expliziten Wert zuweisen. Während in der Barwertmethode die wahrscheinlichsten, durchschnittlichen oder szenariospezifischen Zahlungsströme abgezinst werden, werden in der flexiblen Bewertung verschiedene statusabhängige Szenarioentwicklungen mit ihren potenziellen, unterschiedlichen Kapitalrückflüssen mit ihrer Wahrscheinlichkeit gewichtet und berechnet. Der Unterschied zur einfachen Barwertmethode liegt in der Modellierung und Bewertung von unterschiedlichen, möglichen Entwicklungspfaden. In diesen können unterschiedliche Optionswerte enthalten sein, die bewertet werden sollen.
Die beiden am häufigsten angewendeten Instrumente sind hier der Entscheidungsbaum und die Realoptionen.
- Die Entscheidungsbaumanalyse erreicht die Bewertung von verschiedenen Entwicklungsszenarien, indem exogene Ereignisse mit Wahrscheinlichkeiten und darauf aufbauende Managemententscheide abgeschätzt werden. Jeder Managemententscheid als Antwort auf ein Ereignis erzeugt eine Kante bzw. einen Ast im Entscheidungsbaum, dem eine Unternehmung folgen kann. (Bsp.: Das Management wird nur in die Phase 2 von einem Projekt gehen, wenn die Phase 1 erfolgreich abgeschlossen werden konnte. Phase 3 hingegen hängt von Phase 2 ab. Die Folge von Ereignissen und darauf folgenden Entscheiden führen zu unterschiedlichen Endergebnissen und bilden jeweils einen Entwicklungspfad im Entscheidungsbaum. In der Barwertmethode gibt es keine bedingten Verzweigungen – jede Phase muss als allein stehendes Szenario modelliert werden). Der Pfad mit dem höchsten wahrscheinlichkeitsgewichteten Barwert ergibt den repräsentativen Projektwert.
- Der Ansatz der Realoptionen wird dann verwendet, wenn der Wert eines Projekts abhängig ist von einer anderen Wertvariablen. (Beispiel: Die Durchführbarkeit eines Bergbauprojektes zur Goldförderung ist abhängig vom Goldpreis am Markt. Nur wenn der Goldpreis genügend hoch ist, wird das Bergbauprojekt realisiert werden). Hierbei wird die Optionspreistheorie als Rahmenwerk verwendet; die zu treffende Entscheidung entspricht entweder einer Kaufoption oder einer Verkaufsoption. Die Bewertung erfolgt dann mit dem Binomialmodell oder – weniger häufig für diesen Zweck – via Black-Scholes, siehe Optionspreisbewertung. Der hiermit ermittelte Wert des Projektes entspricht dann dem Barwert des wahrscheinlichsten Szenarios plus dessen Optionswert.

## Finanzierungsentscheidungen
Jede unternehmerische Investition muss angemessen finanziert werden. Wie oben erwähnt werden durch die Wahl der Finanzierung sowohl der Diskontsatz wie auch die künftigen Zahlungsströme beeinflusst. Die Zusammensetzung der Finanzierung aus Eigenkapital und Fremdkapital beeinflusst somit den Wert einer Investition. Das Management muss deshalb den optimalen Finanzierungsmix ermitteln, d. h., es ist die Kapitalstruktur zu finden, welche zum maximalen Wert führt (siehe hierzu: Bilanzstrukturmanagement, Fisher-Separationstheorem, aber auch Modigliani-Miller-Theorem).
Bei der Wahl der Unternehmensfinanzierung spielen viele Faktoren in die Entscheidung mit ein. In der Kapitalstrukturpolitik wird das Verhältnis von Eigenkapital zu Fremdkapital bzw. dessen Veränderungsziele festgelegt. Je nachdem werden zusätzliche Finanzierungsbedarfe über Fremd- oder Eigenfinanzierung erschlossen, d. h., das zusätzlich notwendige Kapital wird als Fremdkapital mit längerer oder kürzerer Laufzeit oder als Eigenkapital aufgenommen. Als Maßnahmen seien beispielsweise die Börseneinführung, die Kapitalerhöhung oder die Umschichtung von Fremdkapital genannt.
Die Projektfinanzierung durch Fremdkapital (Verschuldung) stellt eine Verbindlichkeit dar, deren Zinslast bedient werden muss. Daraus resultieren Zinsabflüsse mit entsprechender Beeinflussung des Projektbarwertes. Eigenkapitalfinanzierung ist weniger riskant in Bezug auf Cashflowverbindlichkeiten, aber sie führt zu einer Minderung der Eigenkapitalrendite, wenn die Ergebnisziele des Projektes nicht erreicht werden. Die Kosten von Eigenkapital sind typischerweise auch höher als die Kosten einer Fremdverschuldung (siehe CAPM und WACC), und so führt Eigenkapitalfinanzierung zu einem erhöhten Diskontsatz, der im Endeffekt die Zinsrisiken einer Fremdfinanzierung bei weitem übertrifft.
Das Management muss im Weiteren auch dafür sorgen, dass die Kapitalaufnahme so genau wie möglich bezüglich Betrag und Timing mit den Zahlungsströmen der Investitionsaufwendungen zusammenfällt.

## Ausschüttungsentscheidungen/Dividendenpolitik
Generell gesehen muss das Management entscheiden, ob freies Kapital in weitere Projekte, in den laufenden Betrieb oder als Dividenden an die Kapitaleigner ausgeschüttet werden soll. Die Dividende wird hauptsächlich auf Basis des unverteilten Reingewinns und den Aussichten auf den Geschäftsverlauf des kommenden Jahres berechnet. Wenn es keine Opportunitäten mit positivem Barwert gibt, deren Rendite über dem risikoadjustierten Diskontsatz liegt, muss das Management die überschüssigen Geldmittel an die Investoren ausschütten. Diese freien liquiden Mittel beinhalten das Geld, welches nach Abzug von allem Geschäftsaufwand und den betriebsnotwendigen Rückstellungen vorhanden ist.
Wird das Unternehmen vom Aktionär als Wachstumswert (Growth-Stock) eingestuft, so erwartet er definitionsgemäß, dass diese freien Mittel im Unternehmen verbleiben und zu eigenfinanziertem Wachstum führen, an dem er durch Steigerung des Aktienwertes partizipiert. In anderen Fällen wird das Management argumentieren, dass die freien Mittel im Unternehmen verbleiben sollen, selbst wenn keine Investitionsmöglichkeiten mit einem Barwertüberschuss in Sicht sind. Sie mögen dabei auf mögliche künftige Investitionsmöglichkeiten, (z. B. mögliche künftige Firmenübernahmen) hinweisen. Allerdings besteht mit zunehmendem Kassenbestand auch die Gefahr, dass das Unternehmen selber, möglicherweise auch unfreiwillig, Ziel eines Übernahmeversuchs wird.
Bei einer Rückzahlung von freien Mitteln muss sich das Management entscheiden, ob dies mittels Dividende (vgl. Sonderdividende) oder mittels Aktienrückkauf erfolgen soll. Dabei sind verschiedene Faktoren zu berücksichtigen: Während Aktionäre auf Dividenden Steuern zahlen, können das Zurückhalten der freien Mittel oder ein Aktienrückkauf den Aktienwert steigern. Einige Unternehmen werden die „Dividenden“ als Gratisaktien an die Aktionäre ausschütten. Gemäß dem Modigliani-Miller-Theorem stimmen heute viele Investoren überein, dass die Dividendenpolitik keinen Einfluss auf den Unternehmenswert hat.

## Management des Nettoumlaufvermögens
Die Entscheide zur Finanzierung des Umlaufsvermögens und zur kurzfristigen Finanzierung werden als Management des Nettoumlaufsvermögens, bzw. Kurzfristige Finanzplanung bezeichnet. Dabei geht es vor allem um die Überwachung und Beeinflussung des Verhältnisses des Umlaufvermögens zu den kurzfristigen Verbindlichkeiten. Das Ziel ist dabei, die Weiterführung des Geschäftsbetriebs (Going Concern) sicherzustellen und dafür zu sorgen, dass genügend liquide Mittel zur Verfügung stehen, um sowohl alle fällig werdenden Verbindlichkeiten zu tilgen als auch die laufenden Geschäftsausgaben zu decken.

### Entscheidungskriterien
Definitionsgemäß befasst sich das Management des Nettoumlaufsvermögens mit kurzfristigen Entscheidungen mit einem Zeithorizont auf die nächsten zwölf Monate. Diese Entscheidungen orientieren sich deshalb nicht an einer Barwertsicht, sondern optimieren die Zahlungsflüsse und Renditen periodenorientiert, ohne Diskontierung.
- Ein Maß für die Umschlagshäufigkeit des Geldes ist der Geldumschlagszyklus. Diese Kennzahl misst die Anzahl Tage zwischen der Bezahlung der Vorleistungen bis zum Zahlungseingang aufgrund der eigenen Kundenrechnungen. Diese Kennzahl macht die Interdependenz sichtbar zwischen den Beschaffungsentscheidung und Lagerumschlag, Kreditoren und Debitoren, sowie den jeweiligen Zahlungskonditionen. Die Kennzahl charakterisiert die Zeitdauer, mit der das Kapital im Umlaufvermögen gebunden ist und für andere Verwendung nicht verfügbar ist. Es wird deshalb versucht, die Zyklusdauer so kurz wie möglich zu gestalten.
- Das beste Maß der für die Profitabilität ist in diesem Zusammenhang die Kapitalrendite (Return on capital; ROC). Die Kennzahl wird als Prozentwert dargestellt, indem der Ertrag der letzten 12 Monate durch das gebundene Kapital dividiert wird. Die Eigenkapitalrendite (Return on equity; ROE) zeigt das Resultat für die Aktionäre. Der Unternehmenswert steigt genau dann, wenn die Eigenkapitalrendite höher ist als die Kapitalkosten.
- ROC ist eine sinnvolle Managementkennzahl, weil sie die kurzfristige operativen Entscheide bezogen auf das Nettoumlaufsvermögen mit den langfristigen Entscheiden zum investierten Kapital in Beziehung setzt. Siehe auch Economic Value Added (EVA).

### Cash Management
Aufgrund obiger Kriterien wird das Cash Management eine Kombination von methodischen Grundsätzen und Techniken verwenden, um das im Nettoumlaufvermögen gebundene Kapital so zu optimieren, dass zwar jederzeit alle Verbindlichkeiten mit genügend liquiden Mitteln bedient werden können, dass aber auch möglichst wenig Kapital im Umlaufvermögen gebunden ist. Kassenbestand, Lager und ausstehende Forderungen (Debitoren) sollten also so klein wie möglich gehalten werden, jedoch mit genügend Reserven gepuffert sein, damit die jederzeitige Zahlungsfähigkeit und Lieferbarkeit der eigenen Produkte gewährleistet ist.
- Cash management – identifiziert tagesgenau den Liquiditätssaldo, welcher für die jeweils am Stichtag fälligen Rechnungen verfügbar sein muss, sowie die erwarteten Zahlungseingänge. Kurzfristig nicht benötigte Liquidität kann längerfristig am Kapitalmarkt angelegt werden und bringt so einen Beitrag zum Finanzergebnis.
- Zur Optimierung des Lagerumschlags werden die Mindestbestände ermittelt, welche für eine unterbrechungsfreie Produktion notwendig sind, danach werden die Lagerbestände der Rohmaterialien und Vorprodukte auf diese Mindestbestände gesenkt. Dies setzt eine gut organisierte Bedarfsplanung, Beschaffung und Verwaltung des Lagerbestandes voraus, siehe Just-in-time-Produktion (JIT).
- Debitorenmanagement befasst sich mit der Feststellung einer angemessen Kreditrichtlinie, z. B. Zahlungsbedingungen, welche für Neukunden so attraktiv sind, dass die negativen Auswirkungen aus der erhöhten Kapitalbindung im Nettoumlaufvermögen durch die Erträge aus den erhöhten Umsätzen mehr als aufgewogen werden (oder umgekehrt).
- Kurzfristige Refinanzierung: das im Lager gebundene Vermögen wird idealerweise durch Lieferantenkredite finanziert, mit einer Kündigungsfrist, die sich am Geldumschlagszyklus orientiert. Es kann auch notwendig sein, Debitorenforderungen zu verkaufen (sog. Factoring), um kurzfristig liquide Mittel zu schaffen.

### Finanzrisikomanagement
Unter Risikomanagement versteht man die Identifikation und Messung von Risiken und der Entwicklung und Umsetzung von Strategien, um diese Risiken zu bewältigen. Finanzrisikomanagement fokussiert auf finanzielle Risiken wie Rohstoffpreis-, Zins-, Wechselkurs- und Aktienkursänderungen (Kursrisiko), welche mit entsprechenden Finanzinstrumenten kompensiert (gehedgt) werden können. Finanzielle Risiken spielen auch eine wichtige Rolle im Cashmanagement. Dieses Gebiet steht in zweierlei enger Beziehung zum Corporate Finance. Einerseits ist die Risikoexposition einer Unternehmung die direkte Folge von vorgängigen Investitions- und Finanzierungsentscheiden. Zweitens teilen beide Wissenszweige das gleiche Ziel des Schaffens und Verbessern des Unternehmenswertes. Alle großen Unternehmen haben ein Risikomanagementteam und kleine und mittlere Unternehmen praktizieren ein informelles, wenn nicht formelles Risikomanagement.
Der Einsatz von derivativen Instrumenten ist ein sehr gängiges Mittel im Finanzrisikomanagement. Weil derivative OTC-Geschäfte sehr kostspielig zu erzeugen und zu überwachen sind, ist die kosteneffizienteste Methode der Einsatz von börsengehandelten Derivativen, welche an gut funktionierenden Finanzmärkten gehandelt werden. Die Standardinstrumente umfassen Optionen, Futures, Termingeschäfte sowie Swaps.
Einzelne Risikoausprägungen sind Finanzrisiko, Ausfallrisiko, Kreditrisiko, Zinsrisiko, Liquiditätsrisiko, Marktrisiko, operatives Risiko, Volatilitätsrisiko oder Abwicklungsrisiko.

## Organisation
Corporate Finance im heutigen Sinne entstand in den USA als Folge des Trennbankensystems durch den Glass-Steagall Act vom Juni 1933. In Investmentbanken und Großbanken gibt es heute Geschäftsbereiche oder Abteilungen, die „Corporate Finance“ benannt sind und mit Kreditanalyse, Kreditmanagement und Produktmanagement eng kooperieren. Dabei muss in den EU-Mitgliedstaaten in der funktionalen Organisation die Funktionstrennung zwischen kundenbezogener „Marktseite“ und „Marktfolge“ auf der Grundlage des § 25a Abs. 1 KWG beachtet werden, die gemäß BTO 1.1 Tz. 1 MaRisk in Deutschland konkretisiert ist.

## Wirtschaftliche Aspekte
Corporate Finance ist sehr finanzberatungsintensiv, so dass die Banken eher selten ihre Bankbilanz einsetzen müssen. Es erfordert viel Know-how außerhalb des Kreditwesens, das von Investmentbanken neben dem Mergers & Acquisitions angeboten wird. Damit gehört Corporate Finance zum Investment-Banking und zur Kategorie der Indifferenzgeschäfte, die Bankgebühren auslösen. Zusammen mit Mergers & Acquisitions hat Corporate Finance als Ertragsquelle für Investmentbanken erheblich an Bedeutung gewonnen.
Das Angebot von Corporate Finance ist eine Domäne der Investmentbanken, Großbanken und Landesbanken; auch einige Groß-Sparkassen sind vertreten. Auf der Nachfragerseite hat Corporate Finance mit Großunternehmen begonnen und sich heute auch auf den Mittelstand ausgedehnt. Für Corporate Finance werden verschiedene Teilmärkte des Finanzmarkts in Anspruch genommen wie Wertpapierbörsen und andere Kapitalmärkte, Geldmarkt oder Kreditmarkt.

## Sonstiges
In Deutschland erschien zwischen 2010 und 2013 die Fachzeitschrift Corporate Finance Law.